# Микобактериоз
Микобактерио́з (лат. mycobacteriosis) — инфекционное заболевание человека и животных, возбудителями которого являются представители большой группы нетуберкулёзных микобактерий (НТМБ).
Термин «микобактериоз» впервые предложили E.H. Runyon и J.M. Grange в 1971 году.
Развитие заболевания может сопровождаться увеличением лимфатических узлов, поражением органов грудной клетки и анемией. В зависимости от места локализации микобактериоз может вызывать воспалительные процессы в поджелудочной железе, лёгких, желудке, печени и селезёнке.
Рост смертности больных СПИДом от генерализованной инфекции, вызванной нетуберкулезным микобактериозом, вызвал дополнительный интерес к теме микобактериозов. 
Случаи заболевания микобактериозами на территории промышленно развитых стран составляют 1-2 случая на 100 000 человек.
Видовая идентификация микобактериозов затруднена, передача микобактериозов от человека человеку маловероятна, в связи с чем их считают безопасными в эпидемическом плане.
Основным диагностическим методом установления микобактериозов является микробиологическая идентификация..